# Al Buraiqeh (huyện)
Huyện Al Buraiqeh là một huyện thuộc tỉnh `Adan, Yemen. Đến thời điểm năm 2003, huyện này có dân số 62405 người